# Sparkassen Cup 1995
Sparkassen Cup 1995, відомий також під повною назвою Sparkassen Cup International Damen Grand Prix Leipzig, — жіночий тенісний турнір, що проходив на закритих кортах з килимовим покриттям у Лейпцигу (Німеччина). Належав до турнірів 2-ї категорії в рамках Туру WTA 1995. Відбувся вшосте і тривав з 25 вересня до 1 жовтня 1995 року. Четверта сіяна Анке Губер здобула титул в одиночному розряді й отримала 79 тис. доларів США.

## Фінальна частина

### Одиночний розряд
Анке Губер —  Магдалена Малеєва без гри
- Для Губер це був 1-й титул в одиночному розряді за сезон і 7-й — за кар'єру.

### Парний розряд
Лариса Савченко /  Мередіт Макґрат —  Бренда Шульц-Маккарті /  Кароліна Віс 6–4, 6–4
- Для Савченко це був 5-й титул в парному розряді за сезон і 52-й - за кар'єру. Для Макґрат це був 5-й титул в парному розряді за сезон і 21-й — за кар'єру.